# Juan Fernández-Capalleja
Juan Fernández-Capalleja Fernández-Capalleja (Navelgas, Asturias, 27 de febrero de 1902 - Madrid, 5 de octubre de 1954) fue un militar español que destacó durante la guerra del Rif y la guerra civil española.

## Biografía
La suya era una familia de militares, en la que un antepasado suyo, Ramón Fernández-Capalleja y Gamoneda (1789-1871), perteneció al Batallón Literario de Oviedo e intervino en la Guerra de la Independencia, mientras que su padre, Manuel Fernández Capalleja y Alba (1868-1919) —que se casó con su prima Claudia—, fue auditor de brigada y destacó como delegado español en Casablanca (Marruecos).

## Estudios
Pasó su niñez en Navelgas y se quedó huérfano de madre en 1910, con tan sólo 7 años.
Cursó las primeras letras en la Escuela Nacional de Navelgas y en 1912 era alumno del Colegio de Nuestra Señora del Carmen, de Melilla, donde pasó a vivir, al ser destinado su padre a esa plaza cuando contaba con 8 años. Ingresó como cadete en la Academia de Infantería de Toledo, el 29 de agosto de 1918, de la que salió alférez el 7 de julio de 1921.

## Guerra del Rif
Se incorporó como alférez al Regimiento de África nº68. Promovido a teniente en octubre de 1925, al mes siguiente es ascendido a capitán por méritos en el servicio. Con el Regimiento Inmemorial del Rey nº1, destacó en la toma de Gurugú, Nador, Zeluán, etc. Incorporado a las fuerzas regulares de Alhucemas n.º 5, tomó parte en otras muchas acciones de la guerra de Marruecos, resultando gravemente herido el 23 de agosto de 1924. Los empleos de comandante y teniente coronel los obtendrá también por méritos de guerra.

## Guerra Civil
Mandaba el 4.º tabor de regulares, cuando, ya en plena guerra civil, se incorporó el 11 de octubre de 1936 a la columna gallega con la que se abrió paso hacia Oviedo por La Espina, Grado, Grullos, Peñaflor y Escamplero hasta entrar en Oviedo el 17 de octubre tras haber coronado el "Picu del Paisano" de la cumbre del Naranco y haber vuelto a ser herido. En la última posición citada, y combatiendo cuando el caso lo requería en otras muchas de la ciudad sitiada (Pando, Orfanato, Cadellada, Pinares del Naranco, etc), permaneció hasta mediados de febrero de 1937 en que fue incorporado a las Brigadas de Navarra que operaban sobre Vizcaya. Por orden de 24 de septiembre le sería concedida la Medalla Militar individual por su heroísmo en la toma de Bilbao.
Con el empleo de teniente coronel tomó parte en la batalla de Brunete y en otras muchas de los frentes de Aragón y de Cataluña. El 7 de enero de 1939 fue habilitado para coronel y mandó la 5.ª división de Navarra.

## Postguerra
Acabada la guerra, recibió el mando del Grupo de Fuerzas Regulares Indígenas "Alhucemas" N.º 5, con acuartelamiento en Segangan. Ascendido a general de brigada el 27 de enero de 1950, en el mes de abril es nombrado director de la Academia General Militar de Zaragoza, donde introdujo mejoras en las instalaciones deportivas y la creó la revista Armas (actualmente, Armas y Cuerpos), que sigue siendo el principal órgano de expresión de la Academia.
Permaneció en el cargo hasta el 7 de julio de 1954 en que ascendido a general de división, toma el mando de la 51.ª División.

## Óbito y memoria
Falleció en 1954, a la edad de 52 años, víctima de un cáncer. El deceso tuvo lugar en el Hospital Militar Gómez Ulla de Madrid, donde lo visitó el eminente investigador doctor Fleming.
Por estar en posesión de la Medalla Militar individual, fue ascendido a teniente general a título póstumo. Sus restos reposan en el cementerio de Navelgas.
Muestra de la profunda huella que dejó en cuantos le conocieron fue que el 17 de mayo de 1969 aún se reunieron 300 antiguos soldados catalanes, que habían prestado el servicio militar obligatorio a sus órdenes en Regulares 5 en el monasterio de Montserrat para rendir un homenaje a la memoria de su antiguo coronel.